# Wadley-loop
En "Wadley-drift-canceling-loop" eller kortere "Wadley-loop" er et system af to oscillatorer, frekvenssyntese - og to blandere i radiosignalvejen. Systemet blev designet af Dr. Trevor Wadley i 1940'erne i Sydafrika og kredsløbet blev først anvendt til et frekvensstabilt wavemeter. (Et wavemeter anvendes til at måle bølgelængde og dermed også frekvensen af et signal)
Der er ikke nogen reguleringsløkke i en "Wadley-loop" og det er grunden til at navnene er sat i gåseøjne, men kredsløbstopologien er ikke kendt under bedre termer. En tentativ bedre frase kunne være dual-converter with VCO-Wadley-drift-canceling-system.
"Wadley loopen" blev anvendt i radiomodtagere fra 1950'erne til ca. 1980. "Wadley-loopen" blev mest anvendt i dyrere stationære radiomodtagere, men kredsløbet er også anvendt i en transportabel radiomodtager (Barlow-Wadley XCR-30 Mark II).

## Problem med superheterodynforsatser
I en traditionel superheterodynmodtager, skyldes det meste oscillatorfrekvensdrift, den første frekvenskonverter, fordi frekvenskonverterens oscillator er variabel og arbejder ved høj frekvens. I teorien kan man eliminere denne drift og i så fald vil radiomodtagerens frekvensindstilling være stabil.
I modsætning til andre frekvensdrift reducerende teknikker (såsom krystalstyrede eller frekvenssyntese, forsøger "Wadley-loopen" ikke at stabilisere oscillatoren. I stedet fjernes frekvensdriften matematisk - i praksis via anvendelse af "Wadley-loop"-kredsløbstopologien.

## Arbejdsprincippet
"Wadley-loopen" virker på følgende måde:
1. blanding af den første oscillators signal med det modtagne signal i en elektronisk blander for at omsætte det ønskede signals frekvensinterval til en mellemfrekvens som er højere end radioforsatens højeste ønskede modtagne radiofrekvens,
2. blander den samme oscillators signal med en kam af harmoniske overtoner fra en fast frekvensstabil krystaloscillator,
3. udvælge en af blandingsprodukterne fra (2) via et båndpasfilter, og
4. blande dette signal med mellemfrekvenssignalet fra (1).

Da høj-mellemfrekvensen fra 1 frekvensdrift er i samme frekvensdrift retning og med samme frekvensdriftsstørrelse, som "synteseoscillatoren" fra del 3, når signalerne blandes i del 4, fjernes frekvensdriften og resultatet er en krystalstabilt signal ved output; den anden mellemfrekvens.
Men frekvensdriften gør det umuligt at anvende høj-mellemfrekvensen med høj selektivitet til at dæmpe stærke uønskede signaler i frekvensintervallet. I stedet designes høj-mellemfrekvensen med vilje med en relativt bred båndpaskarakteristik. Fordi den første oscillator har frekvensdrift og fordi "Wadley-loopen" bevirker, at man kun kan modtage et helt frekvensinterval ad gangen (samme som kam krystaloscillatorens frekvens), kan den første oscillator ikke anvendes til at modtage en bestemt radiokanal. Frekvensintervallet vælges ved at vælge, hvilken harmoniske overtone, som vælges i del 3 ovenfor. En konventionel superheterodynforsats anvender udgangsfrekvensintervallet fra sidste blander til at modtage den radiokanal man ønsker.
Så en typisk fremgangsmåde at justere en "Wadley-loop"-baseret radioforsats med en 1 MHz kam krystaloscillator, er som følger:
- Grovjuster den første oscillator, så den ønskede MHz-intervalstart af frekvensintervallet kan modtages. Fx 7 MHz. (Det muliggør at man kan modtage en radiokanal i frekvensintervallet 7-8MHz.) Grovjusteringen kræver, at den første oscillators frekvens justeres til en nøjagtighed indenfor 0,1-0,15MHz. Er den det, er "Wadley-loop" "låst" (locked, egentlig output signal band enable). Hvis den er ulåst (unlocked), høres intet signal i hele intervallet 7-8MHz via den efterfølgende superheterodynforsats. Grunden til det er at "Wadley-loopen" i del 3 sender blandingsresultatet ind i et andet filter med en båndpaskarakteristik, der kun er ca. 0,1-0,15MHz bredt. Denne båndpaskarakteristik betyder, at blandingsproduktet skal være indenfor dette frekvensintervals båndbredde. Frekvensdriver den første oscillator "nok" "slukkes" for intervallet 7-8MHz ("Wadley-loopen" er i så fald blevet ulåst) - og dermed slukkes også for radiokanalen.
- De gamle modtagere med "Wadley-loops" har typisk en separat justering kaldet "preselector". "Preselectoren" er justering af båndpasfiltrene før første "Wadley-loop"-blander. "Preselectoren" skal justeres til 7,5MHz - så burde hele frekvensintervallet 7-8 MHz passere fra antennen og til første blander.
- Udvælg radiokanalen ved at anvende superheterodynforsatsens frekvensvælger. (her 7-8 MHz)
- Finjuster "preselectoren", så bedst muligt signal modtages.

Om en "Wadley-loop" er "låst" afgøres på en relativ simpel måde. Er signalstyrken på outputtet fra filteret med båndpaskarakteristikken med en bredde på fx ca. 0,1-0,15MHz, "højt" er "Wadley-loopen" "låst" - det vil sige at der er et brugbart oscillatorsignal, hvilket medfører, at hele frekvensintervallet 7-8 MHz også bliver blandet ned i sidste blander - og er tilgængeligt. Hvis output-signalet er "lavt", er der ikke noget brugbart oscillatorsignal - "Wadley-loopen" er "ulåst".

## Eksempler
Et eksempel på en radiomodtager med "Wadley-loop" er Yaesu's FRG-7 kommunikationsmodtager fra 1977. Racal RA17 og Realistic DX-302 anvender også "Wadley-loops" i deres design.